# Corey Mylchreest
Corey Mylchreest (* 8. Mai 1998 in London) ist ein britischer Schauspieler.

## Leben und Karriere
Mylchreest wurde am 8. Mai 1998 in London geboren. Er studierte an der Royal Academy of Dramatic Art. Sein Debüt gab er 2021 in dem Kurzfilm Mars. Anschließend trat er 2022 in einer Folge in Sandman auf. 2023 bekam er in der Serie Queen Charlotte: Eine Bridgerton-Geschichte eine Hauptrolle.
Mylchreest ist auch im Theater aktiv und war in den Stücken Romeo und Julia, Ein Sommernachtstraum und König Lear zu sehen.

## Filmografie
- 2021: Mars (Kurzfilm)
- 2022: Sandman (Fernsehserie, 1 Episode)
- 2023: Queen Charlotte: Eine Bridgerton-Geschichte (Queen Charlotte: A Bridgerton Story, Fernsehserie)
- 2025: My Oxford Year